# Кентербери Юнайтед
«Кентербери Юнайтед» —  бывший новозеландский футбольный клуб из города Крайстчерч, выступавший в премьер-лиге АСБ.

## История
Клуб был основан в 2002 году, объединив команды из различных районов Крайстчерча для участия в чемпионате Новой Зеландии 2002 года. В 2004 году лига была реорганизована и «Кентербери Юнайтед» стал одной из восьми команд, принявших участие в первом розыгрыше обновлённого турнира.
В 2007 году клуб провёл ребрендинг, сменив название на «Кентербери Юнайтед Драгонс», а также представил новую эмблему и маскот.

## Главные тренеры
- Дэнни Халлиган (1 июля 2006 – 4 февраля 2008)
- Коруч Монсеф (5 февраля 2008 – 30 июня 2009)
- Кейт Брайтуайт (1 июля 2009 – 1 декабря 2014)
- Шон Девайн (1 декабря 2014 – май 2015)
- Вилли Гердсен (20 мая 2015 – н. в.)